# Ippon.org
ippon.org(いっぽんおるぐ)は柔道の国際大会の結果をリアルタイムで配信するサイト。2012年現在、IJFのIT部門主任を務めるドイツのマティアス・フィッシャーによって、2000年にTTA(Tori's Tournament Assistant) - the Judo Information Systemが開発されたことから始まる。

## 概要
このサイトにアクセスすると、世界選手権、IJFワールド柔道ツアー、世界ジュニア等の主要な大会の試合結果をリアルタイムで知ることが出来る。誰がどの時間に一本勝ちしたか、もしくは優勢勝ちしたのかといった具体的な試合内容が表示される(大会によってはそこまで詳しく表示されない場合もある)。さらに、各国のメダル総数や男女各階級別の参加人数及び試合内容の統計なども簡単に確認することができる。

## 外部サイト
- Ippon.org